# Anatragus ornatus
Anatragus ornatus là một loài bọ cánh cứng trong họ Cerambycidae.